# سیارک ۲۴۸۶۲
سیارک ۲۴۸۶۲ (به انگلیسی: 24862 Hromec، نامگذاری:1996DC3) بیست و چهار هزار و هشتصد و شصت و دومین سیارک کشف شده‌است که در ۲۷ فوریه ۱۹۹۶ کشف شد.
قدر مطلق سیارک برابر ۱۵.۵ است.